# Armă mortală 3
Armă mortală 3 (titlu original: Lethal Weapon 3) este un film american din 1992 regizat de Richard Donner. Rolurile principale au fost interpretate de actorii  Mel Gibson, Danny Glover, Joe Pesci, Rene Russo și Stuart Wilson. Este al treilea film din seria de filme de acțiune de comedie Armă mortală. 

## Distribuție
- Mel Gibson ca Martin Riggs
- Danny Glover ca Roger Murtaugh
- Rene Russo ca Lorna Cole[1]
- Stuart Wilson ca Jack Travis
- Joe Pesci ca Leo Getz
- Steve Kahan ca Captain Murphy
- Darlene Love ca Trish Murtaugh
- Ebonie Smith ca Carrie Murtaugh
- Nick Chinlund ca Hatchett
- Alan Scarfe ca Herman Walters
- Mary Ellen Trainor ca Dr. Stephanie Woods (Police Psychiatrist)
- Gregory Millar ca Tyrone
- Andrew Hill Newman ca the jaywalker
- Traci Wolfe ca Rianne Murtaugh
- Damon Hines ca Nick Murtaugh
- Jason Rainwater ca Young Cop (menționat ca Jason Meshover-Iorg)
- Mark Pellegrino ca Billy Phelps